# Mike Kennedy (Footballspieler)
Michael Scott „Mike“ Kennedy (* 26. Februar 1959 in Toledo, Ohio) ist ein ehemaliger US-amerikanischer American-Football-Spieler. Er spielte auf der Position des Defensive Backs in der National Football League (NFL).

## Karriere
Kennedy spielte von 1977 bis 1979 und 1981 College Football an der University of Toledo für die Toledo Rockets. Bereits im vierten Spiel seiner Freshman-Saison gelangte er in die Startaufstellung und musterte sich zu einem der besten Defensive Backs der Rockets. Er erzielte in seiner Zeit bei den Rockets 314 Tackles und wurde 1979 und 1981 sowohl zum besten Spieler des Teams, als auch ins First-Team All-MAC gewählt. 1981 wurde er zusätzlich zum Second-Team All American von Newspaper Enterprise gewählt. 1979 belegte er Platz drei bei der Wahl zum besten Defensivspieler der MAC. Zum 100-jährigen Jubiläum der Rockets 2017 wurde Kennedy auf Platz 18 des All-Century Teams gewählt.
Kennedy spielte die gesamte Preseason der Saison 1983 bei den Buffalo Bills, wurde jedoch vor Beginn der Regular Season entlassen. Am 28. September 1983 verpflichteten die Bills ihn jedoch wieder. Er spielte die restliche Saison bei den Bills, wobei er sieben Spiele von Beginn an bestritt. Kennedy erzielte 59 Tackles und fing eine Interception, die er für einen 22-Yard-Touchdown zurücktrug. Er wurde am 27. August 1984, vor Beginn der Saison 1984, entlassen, jedoch am 30. August 1984 von den Houston Oilers verpflichtet. Am 21. August 1985 wurde Kennedy von den Oilers entlassen.